# Nilo Murtinho Braga
Nilo Murtinho Braga, legtöbbször egyszerűen Nilo (Rio de Janeiro, 1903. április 3. – Rio de Janeiro, 1975. február 7.) brazil labdarúgócsatár.

## Pályafutása
1918 és 1920 között az América-RN, 1921-től 1924-ig a Fluminense, 1927 és 1937 között a Botafogo csapataiban játszott. Hatszor nyerte meg (négyszer egymás után) a rio de janeirói bajnokságot: 1924, 1930, 1932, 1933, 1934, 1935. Háromszor lett gólkirály: 1924-ben, 1927-ben és 1933-ban.
A brazil válogatottal részt vett az 1930-as világbajnokságon, ahol egy mérkőzésen lépett pályára: Jugoszlávia ellen.